# Maria Dehn-Misselhorn
Maria Dehn-Misselhorn (* 3. Juli 1908 in Appeln; † 4. Mai 1980 ebenda) war eine deutsche Kunstmalerin und Graphikerin.

## Leben
Sie wuchs als Tochter des Molkereibesitzers Heinrich Misselhorn (* 31. Juli 1880; † 27. Juni 1960) in Appeln auf. Sie besuchte anfangs die Schule in Appeln und studierte 1922 in Worpswede bei Karl Krummacher, von 1923 bis 1925 Malerei und Grafik an der Kunstgewerbeschule Bremen (Vorläuferin der HfK Bremen) bei Willy Menz und Erich Kleinhempel und 1927/28 an der Staatlichen Kunstschule zu Berlin bei Willy Jaeckel und Eugen Spiro.
Im Jahr 1936 heiratete sie Fritz Dehn (1906–1979), der ebenfalls ein bekannter Maler war. Sie zog mit ihrem Ehemann nach Fiddichow, 1945 zogen sie jedoch wieder nach Appeln und richteten in der alten Molkerei der Eltern ein Atelier ein.
Dehn-Misselhorn war die bis 1945 vom Kunstverein Bremerhaven am meisten begleitete und geförderte Künstlerin. In Beverstedt ist die Maria-Misselhorn-Straße nach ihr benannt und in Appeln wurde am 19. März 2012 die ehemalige Schulstraße in Dehn-Misselhorn-Weg umbenannt.
Sie wurde im Familiengrab auf dem Friedhof Appeln beigesetzt.

## Einzelausstellungen (Auswahl)
- 1931: Kunstverein Bremerhaven
- 1932: Kunstverein Bremerhaven
- 1966: Stade, Commerzbank

## Gruppenausstellungen (Auswahl)
- 1926: Kunstverein Bremerhaven
- 1929: Kunsthalle Bremen
- 1932: Kunsthalle Bremen
- 1968: Kunstverein Bremerhaven, Kollektivausstellung zu Dehn-Misselhorns 60. Geburtstag[9]
- 1975: „Malerei, Graphik, Plastik. Eine Ausstellung der Künstlergilde zum Jahr der Frau“, Kunstforum Ostdeutsche Galerie, Regensburg / Städtische Galerie Delmenhorst[10]
- 1980: Kunstverein Bremerhaven
- 2005/06: „Lebensbilder“, Porträts aus der Sammlung des Historischen Museums Bremerhaven[11]
- 2010: „Fritz Dehn + Maria Dehn-Misselhorn – Ein Künstlerehepaar aus Appeln.“ Burg zu Hagen im Bremischen[12]

## Werke (Auswahl)
- Schwüler Sommertag
- Sonnenblumen